# Big East Conference
La Big East Conference est un groupement de onze universités gérant les compétitions sportives dans dix sports masculins et treize sports féminins dans l'est des États-Unis. Cette conférence fut fondée en 1979 puis refondée en 2013.

## Histoire
La conférence est fondée en 1979 avec le basket-ball comme sport principal. En 2005, cinq autres universités rejoignent la Big East afin de constituer une « super conférence » de 16 équipes avec toujours le basket-ball comme fer de lance.
Si le point fort de la Big East est clairement le basket-ball, ce n'était pas le cas du football américain. Seulement huit équipes participaient au championnat de la Big East. Notre Dame un grand nom du football américain évoluait comme équipe indépendante et non au sein de conférence. La Big East restait toutefois une formation de l'élite de la NCAA en football américain.
En 2013, le groupe des « Catholic 7 » composé des 7 universités catholiques (DePaul, Georgetown , Marquette, Providence, Saint John, Seton Hall et Villanova) de la Big East annoncent leur intention de créer leur propre conférence centré sur le basket-ball. Dans les faits, elles vont conserver le nom de Big East et les équipes de football américain vont intégrer une nouvelle conférence : l'American Athletic Conference qui remplacera la Big East en football américain.

## Les membres actuels
Tous les 10 membres originaux du Big East sont des institutions privées, et tous sauf Butler sont catholiques. Bien que Butler ait été fondé par des membres des Disciples du Christ, il est non-sectaire. Lorsque « UConn » (Connecticut) a rejoint en 2020, elle est devenue la première université publique à être membre à part entière du Big East.
| Institutions              | Siège                    | Fondation | Surnom                     | Rejoint |
| ------------------------- | ------------------------ | --------- | -------------------------- | ------- |
| Université Butler         | Indianapolis, Indiana    | 1855      | Bulldogs de Butler         | 2013    |
| Université du Connecticut | Storrs, Connecticut      | 1881      | Huskies du Connecticut     | 2020    |
| Université Creighton      | Omaha, Nebraska          | 1878      | Bluejays de Creighton      | 2013    |
| Université DePaul         | Chicago, Illinois        | 1898      | Blue Demons de DePaul      | 2013    |
| Université de Georgetown  | Washington, D.C.         | 1789      | Hoyas de Georgetown        | 2013    |
| Université Marquette      | Milwaukee, Wisconsin     | 1881      | Golden Eagles de Marquette | 2013    |
| Providence College        | Providence, Rhode Island | 1917      | Friars de Providence       | 2013    |
| Université de Saint John  | Queens, New York         | 1870      | Red Storm de Saint John    | 2013    |
| Université Seton Hall     | South Orange, New Jersey | 1856      | Pirates de Seton Hall      | 2013    |
| Université Villanova      | Villanova, Pennsylvanie  | 1842      | Wildcats de Villanova      | 2013    |
| Université Xavier         | Cincinnati, Ohio         | 1833      | Musketeers de Xavier       | 2013    |

- UConn (Connecticut) était membre de la Big East dans deux sports avant de se joindre à tous les sports en 2020. L'équipe féminine de crosse était membre de 2013 à 2018, et l'équipe féminine de hockey sur gazon était membre de 2013 à 2020.

### Membres associés
| Institutions            | Siège                      | Fondation | Type                 | Surnom                     | Sport(s)                         | Rejoint             | Conférence principale |
| ----------------------- | -------------------------- | --------- | -------------------- | -------------------------- | -------------------------------- | ------------------- | --------------------- |
| Université d'Akron      | Akron, Ohio                | 1870      | Publique             | Zips d'Akron               | Soccer masculin                  | 2023                | MAC                   |
| Université de Denver    | Denver, Colorado           | 1864      | Privée               | Pioneers de Denver         | Crosse masculine Crosse féminine | 2013 (m.) 2016 (f.) | Summit                |
| Université Liberty      | Lynchburg, Virginie        | 1971      | Privée               | Flames de Liberty          | Hockey sur gazon féminin         | 2016                | C-USA                 |
| Université Old Dominion | Norfolk, Virginie          | 1930      | Publique             | Monarchs d'Old Dominion    | Hockey sur gazon féminin         | 2013                | Sun Belt              |
| Université Quinnipiac   | Hamden, Connecticut        | 1929      | Privée               | Bobcats de Quinnipiac (en) | Hockey sur gazon féminin         | 2016                | MAAC                  |
| Université Temple       | Philadelphie, Pennsylvanie | 1884      | Hybride public-privé | Owls de Temple             | Hockey sur gazon féminin         | 2013                | American              |

### Football américain
La compétition de football américain est abandonnée après la saison 2012, à la suite de la séparation avec les sept universités catholiques de la Big East.

## Installations sportives
| Université | Salle de basket-ball (hommes)                                         | Capacité      | Salle de basket-ball (femmes)                                  | Capacité      | Stade de baseball                                                      | Capacité        |
| ---------- | --------------------------------------------------------------------- | ------------- | -------------------------------------------------------------- | ------------- | ---------------------------------------------------------------------- | --------------- |
| DePaul     | Wintrust Arena                                                        | 10 387        | Wintrust Arena McGrath–Phillips Arena                          | 10 387 3 000  | Pas de baseball                                                        | Pas de baseball |
| Georgetown | Capital One Arena                                                     | 20 035        | McDonough Gymnasium                                            | 2 500         | Shirley Povich Field                                                   | 1 500           |
| Butler     | Hinkle Fieldhouse (en)                                                | 9 100         | Hinkle Fieldhouse                                              | 9 100         | Bulldog Park                                                           | 500             |
| Creighton  | CHI Health Center Omaha                                               | 17 260        | D. J. Sokol Arena                                              | 2 950         | Creighton Sports Complex (principal) Charles Schwab Field (secondaire) | 500 24 505      |
| Xavier     | Cintas Center                                                         | 10 250        | Cintas Center                                                  | 10 250        | J. Page Hayden Field                                                   | 500             |
| Marquette  | Fiserv Forum                                                          | 17 500        | Al McGuire Center                                              | 4 000         | Pas de baseball                                                        | Pas de baseball |
| Providence | Amica Mutual Pavilion                                                 | 12 400        | Alumni Hall                                                    | 2 603         | Pas de baseball                                                        | Pas de baseball |
| Seton Hall | Prudential Center                                                     | 10 862        | Walsh Gymnasium                                                | 2 600         | Owen T. Carroll Field                                                  | 600             |
| St. John's | Carnesecca Arena (en) (principale) Madison Square Garden (secondaire) | 5 602 19 979  | Carnesecca Arena                                               | 5 602         | Jack Kaiser Stadium                                                    | 3 500           |
| UConn      | Harry A. Gampel Pavilion (en) XL Center                               | 10 167 15 600 | Harry A. Gampel Pavilion (en) XL Center                        | 10 167 15 600 | Elliot Ballpark (en)                                                   | 1 500           |
| Villanova  | Finneran Pavilion (en) (principale) Wells Fargo Center (secondaire)   | 6 500 20 328  | Finneran Pavilion (principale) Wells Fargo Center (secondaire) | 6 500 20 328  | Villanova Ballpark at Plymouth                                         | 1 500           |

## Palmarès de conférence de football américain
La Big East a organisé une compétition de football américain de 1991 à 2012.
- 1991 : Miami Hurricanes (2 victoires, 0 défaite) et Syracuse Orangemen (5-0)
- 1992 : Miami Hurricanes (4-0)
- 1993 : West Virginia Mountaineers (7-0)
- 1994 : Miami Hurricanes (7-0)
- 1995 : Virginia Tech Hokies (6-1)
- 1996 : Miami Hurricanes, Virginia Tech Hokies et Syracuse Orangemen (tous 6-1)
- 1997 : Syracuse Orangemen (6-1)
- 1998 : Syracuse Orangemen (6-1)
- 1999 : Virginia Tech Hokies (7-0)
- 2000 : Miami Hurricanes (7-0)
- 2001 : Miami Hurricanes (7-0)
- 2002 : Miami Hurricanes (7-0)
- 2003 : Miami Hurricanes et West Virginia Mountaineers (les deux 6-1)
- 2004 : Pittsburgh Panthers, Boston College Eagles, West Virginia Mountaineers et Syracuse Orange (tous 4-2)
- 2005 : West Virginia Mountaineers (7-0)
- 2006 : Louisville Cardinals (6-1)
- 2007 : West Virginia Mountaineers et UConn Huskies (les deux 5-2)
- 2008 : Cincinnati Bearcats (6-1)
- 2009 : Cincinnati Bearcats (7-0)
- 2010 : UConn Huskies, Pittsburgh Panthers et West Virginia Mountaineers (tous 5-2)
- 2011 : West Virginia Mountaineers, Cincinnati Bearcats et Louisville Cardinals (tous 5-2)
- 2012 : Louisville Cardinals, Cincinnati Bearcats, Rutgers Scarlet Knights et Syracuse Orange (tous 5-2)

## Palmarès de conférence de basket-ball masculin
Vainqueur du tournoi Big East (et non de la saison régulière).
| - 1979-1980 : Hoyas de Georgetown - 1980-1981 : Orangemen de Syracuse - 1981-1982 : Hoyas de Georgetown - 1982-1983 : Redmen de Saint John - 1983-1984 : Hoyas de Georgetown - 1984-1985 : Hoyas de Georgetown - 1985-1986 : Redmen de Saint John - 1986-1987 : Hoyas de Georgetown - 1987-1988 : Orangemen de Syracuse - 1988-1989 : Hoyas de Georgetown - 1989-1990 : Huskies du Connecticut - 1990-1991 : Pirates de Seton Hall - 1991-1992 : Orangemen de Syracuse - 1992-1993 : Pirates de Seton Hall - 1993-1994 : Friars de Providence - 1994-1995 : Wildcats de Villanova |  | - 1995-1996 : Huskies du Connecticut - 1996-1997 : Eagles de Boston College - 1997-1998 : Huskies du Connecticut - 1998-1999 : Huskies du Connecticut - 1999-2000 : Red Storm de Saint John - 2000-2001 : Eagles de Boston College - 2001-2002 : Huskies du Connecticut - 2002-2003 : Panthers de Pittsburgh - 2003-2004 : Huskies du Connecticut - 2004-2005 : Orange de Syracuse - 2005-2006 : Orange de Syracuse - 2006-2007 : Hoyas de Georgetown - 2007-2008 : Panthers de Pittsburgh - 2008-2009 : Cardinals de Louisville - 2009-2010 : Mountaineers de la Virginie-Occidentale - 2010-2011 : Huskies du Connecticut |  | - 2011-2012 : Cardinals de Louisville‡ - 2012-2013 : Cardinals de Louisville‡ - 2013-2014 : Friars de Providence - 2014-2015 : Wildcats de Villanova - 2015-2016 : Pirates de Seton Hall - 2016-2017 : Wildcats de Villanova - 2017-2018 : Wildcats de Villanova - 2018-2019 : Wildcats de Villanova - 2019-2020 : Pas de champion ; tournoi annulé en cours en raison de la pandémie de Covid-19 - 2020-2021 : Hoyas de Georgetown |

À la suite de sanctions émises par la NCAA :
- ‡ Louisville a perdu ses titres des saisons 2012 et 2013.